# Православное епископское собрание Скандинавии
Православное епископское собрание Скандинавии (швед. Den ortodoxa biskopskonferensen för Skandinavien) — координационный орган православных епископов, представляющий Православную Церковь в Скандинавии.

## История
10 января 2011 года в Стокгольме, в Свято-Георгиевском соборе под председательством митрополита Стокгольмского и Скандинавского Павла (Меневисоглу) состоялось первое заседание православного епископского собрания Скандинавии в котором приняли участие епископы Сербской и Румынской православных церквей.

## Участники
- митрополит Клеопа (Стронгилис) — Константинопольский патриархат (Шведская и Скандинавская митрополия), председатель (c 2014 года);
- епископ Досифей (Мотика) — Сербский патриархат (Британско-Скандинавская епархия);
- епископ Макарий (Дрэгой) — Румынский патриархат (Северо-Европейская епархия);